# T’oung Pao
A T’oung Pao (hagyományos kínai: 通報, egyszerűsített kínai: 通报, pinjin (pinyin) hangsúlyjelekkel: Tōngbào, Wade-Giles: T’ung-pao, szó szerint: „nyilvános bejelentések”, „nyilvános közlemények”) 1890-ben alapított nemzetközi sinológiai szakfolyóirat.

## Története
A leideni székhelyű E. J. Brill kiadó gondozásában megjelenő, 1890-ben alapított T’oung Pao a világ legrégebbi, folyamatosan megjelenő nemzetközi sinológiai szakfolyóirata. Eredetileg a T’oung Pao ou Archives pour servir à l’étude de l’histoire, des langues, la geographie et l’ethnographie de l’Asie Orientale (Chine, Japon, Corée, Indo-Chine, Asie Centrale et Malaisie) címen jelent meg.
Az alapító főszerkesztők Henri Cordier és Gustaaf Schlegel voltak. Hagyományosan a T’oung Paot két sinológus, egy holland és egy francia közösen szerkesztették. Azonban a hagyomány mára megszűnt, a jelenlegi szerkesztőséget Pierre-Étienne Will (Franciaország - College de France), Martin Kern (Németország – Princeton University) és Paul Kroll (Amerikai Egyesült Államok – University of Colorado Boulder) alkotják.
Évente öt szám jelenik meg.

## Volt szerkesztői

### Hollandok
- Gustaaf Schlegel (1890–1903)
- J. J. L. Duyvendak (1934–1954)
- A. F. P. Hulsewé (1954–1975)

### Franciák
- Henri Cordier (1890–1925)
- Édouard Chavannes (1904–1916)
- Paul Pelliot (1920–1945)
- Paul Demiéville (1945–1975)

## Fordítás
- Ez a szócikk részben vagy egészben  a   T'oung Pao című angol Wikipédia-szócikk fordításán alapul.  Az eredeti cikk szerkesztőit annak laptörténete sorolja fel. Ez a jelzés csupán a megfogalmazás eredetét és a szerzői jogokat jelzi, nem szolgál a cikkben szereplő információk forrásmegjelöléseként.